# Sabina
Sabina je žensko osebno ime.

## Etimologija
Ime Sabina izhaja iz latinskega imena Sabina z nekdanjim pomenom »izhajajoča iz rodu Sabincev«. Sabinci so bili antično ljudstvo v srednji Italiji severno od Rima. Del Sabincev se je v zgodnji dobi Rima stopil z Rimljani. O tem priča pripovedka o ugrabitvi Sabink. Druge Sabince so Rimljani podjarmili leta 290. pr. n. št.

## Različice imena
- ženske različice imena: Saba, Sabinca, Sabine, Sabinka, Savina, Savinka, Sebina
- moške različice imena: Saba, Sabi, Sabin, Sabinjan, Save, Savin, Savino, Savko

## Tujejezične različice imena
- pri Čehih: Šabina
- pri Bosancih: Sebina, Sabiha
- pri Ircih: Sabrina, Sbrina, Brina
- pri Italijanih: Sabina, Savina
- pri Madžarih: Szabina
- pri Nemcih: Sabine, Sabina, skrajšano Bina in Brina
- pri Švedih: Sabina

## Pogostost imena
Po podatkih Statističnega urada Republike Slovenije je bilo na dan 31. decembra 2007 v Sloveniji število ženskih oseb z imenom sabina: 5.097. Med vsemi ženskimi imeni pa je ime sabina po pogostosti uporabe uvrščeno na 55. mesto.

## Osebni praznik
V koledarju je ime Sabina zapisano 29. avgusta (Sabina, mučenka, † 29. avgsta 135)  in 27. oktobra  (Sabina, mučenka, † 27. oktobra ?).

## Zanimivosti
- Po Sabincih se imenujejo Sabinske gore pogorje v srednji Italiji, ki je zahodni podaljšek Abruzzov.
- Znana Sabina je tudi Vibia Sabina žena rimskega cesarja Hadrijana, ki je leta 128 dobila ime Avgusta. Tako so se namreč imenovale žene rimskih cesarjev po rimskem cesarju Avgustu. Njen lik je znan, saj ga razen novcev ponazarjajo različne skulpture s številnimi kopijami.